# Ward (Dakota Południowa)
Ward – miasto w Stanach Zjednoczonych, w stanie Dakota Południowa, w hrabstwie Moody.